# Réserve écologique Fernald
Die Réserve écologique Fernald ist ein ökologisches Schutzgebiet im Süden der kanadischen Provinz Québec. 

## Lage und Aufgabe, Geologie
Es wurde im Jahr 1995 auf einer Fläche von 735 ha eingerichtet. Es liegt auf der Gaspé-Halbinsel in der Grafschaftsgemeinde La Matanie 20 km südlich von Cap-Chat und grenzt an den Parc national de la Gaspésie. 
Das Gebiet schützt die imposante Nordseite der Monts Chic-Chocs, die im küstennahen Gebiet durch tief eingeschnittene Täler gekennzeichnet ist. Ein erheblicher Teil des Gebietes liegt zwischen 250 und 450 m Höhe über dem Meeresspiegel, um dann steil bis auf fast 1100 m Höhe anzusteigen. Die höchsten Gipfel sind der Collins-, der Mattawees- und der Fortin-Berg. Die beiden geologischen Gebiete Bras au Saumon und Lac Matapédia unterscheiden sich insofern, als der Untergrund des ersteren aus Vulkangestein besteht, während am See eine Mischung aus vulkanischem und Sedimentgestein liegt, wie etwa Arkosen, die einen hohen Anteil an Feldspat aufweisen. In der letzten Eiszeit hinterließen die Gletscher Lagen von Tillit, wobei der lange verbleibende Permafrost für eine ausgeprägte Kryoturbation sorgte. Diese erkennt man etwa an Frostmusterböden.

## Flora
Tannen-Gelbbirken-, Tannen-Papierbirken- und Tannen-Schwarzfichtenwald herrschen vor. Diese entsprechen den Ökoregionen Lac Matapédia und Gaspésie, den niederen und mittleren Monts Notre-Dame und den Monts Chic-Chocs. Bis zu einer Höhe von 450 m herrschen Ahornwälder mit Gelbbirken und Tannen vor. Auch findet sich hier die Spätblühende Traubenkirsche. Zwischen 450 und 700 m herrschen die besagten Tannenwälder vor. In den oberen, vor allem den Winden ausgesetzten Regionen, herrscht in der Provinz krummolz genannter Bewuchs vor.

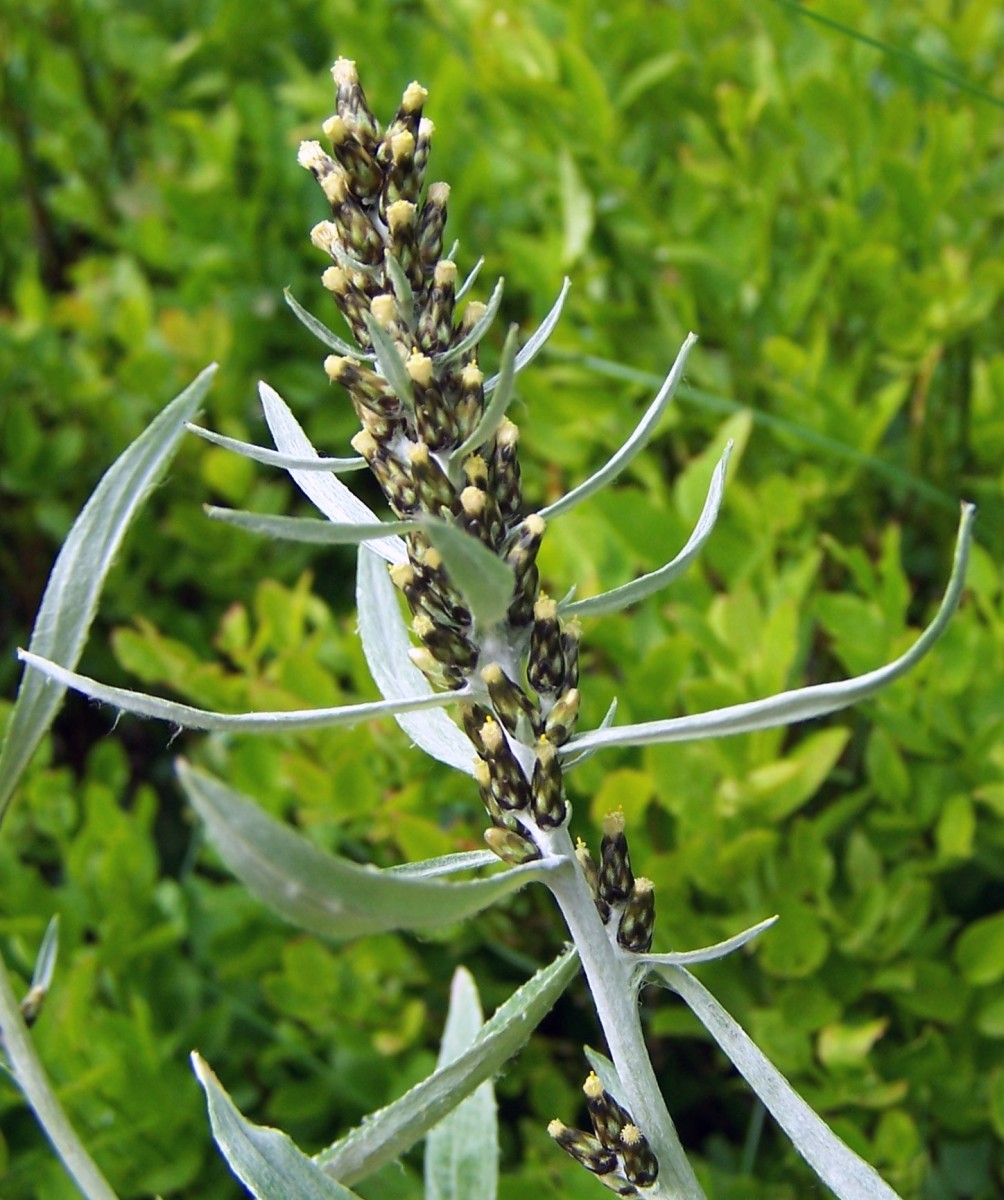
Norwegisches Ruhrkraut

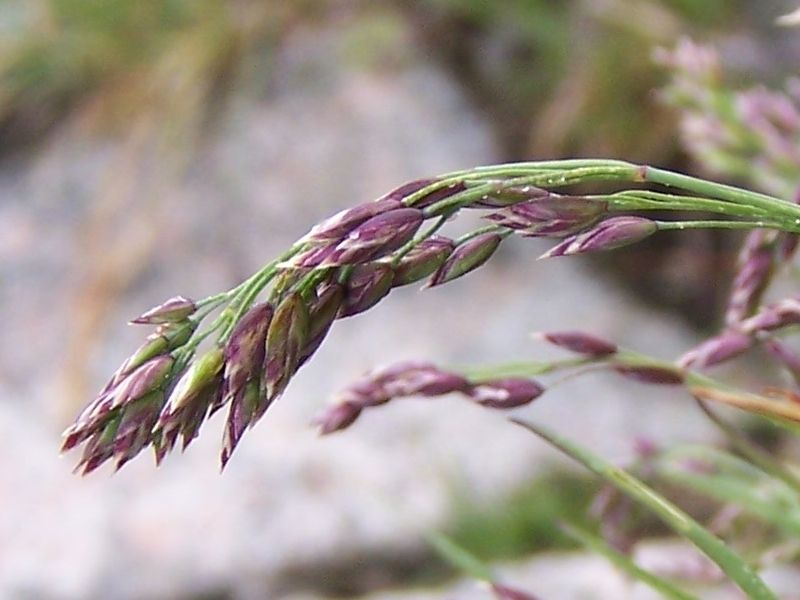
Poa laxa

An gefährdeten und bedrohten Pflanzen finden sich Arnica griscomii Fernald subsp. griscomii und Packera cymbalaria (Pursh) W. A. Weber & Löve, dann Arnica lanceolata subsp. lanceolata aus der Gattung Arnika, Cirsium muticum var. monticolum aus der Gattung der Kratzdisteln, Festuca altaica aus der Gattung der Schwingel, Norwegisches Ruhrkraut (Gnaphalium norvegicum), Schlaffes Rispengras oder Poa laxa subsp. fernaldiana (Nannfeldt) Hylander (franz.: pâturin de Fernald) und Schneesteinbrech (Saxifraga nivalis var. gaspensis).